# ウインズ銀座通り
ウインズ銀座通り（ウインズぎんざどおり）は、かつて東京都中央区銀座にあった日本中央競馬会 (JRA) の場外勝馬投票券発売所（WINS）である。

## 概要
名前の通り銀座通りに面して設置されていたが、元から近隣にあるウインズ銀座の別館としての位置づけであるため、首都圏のウインズとしては最も規模が小さかった。
このため開設時から混雑緩和のため馬券の発売単位が高額となっており、全日1000円単位のみで発売されていて、ウインズ銀座への誘導を図る形になっていた。なお払戻は開催日のみにしか行なわれていなかった。
2013年3月31日をもって閉鎖された。

## 交通
- 東京メトロ有楽町線銀座一丁目駅下車。8番出入口反対側すぐ。
- 東京地下鉄各線銀座駅下車。A13出入口より徒歩2分。
- 有楽町駅または東銀座駅より、それぞれ徒歩5分。